# Jerzy Kulej

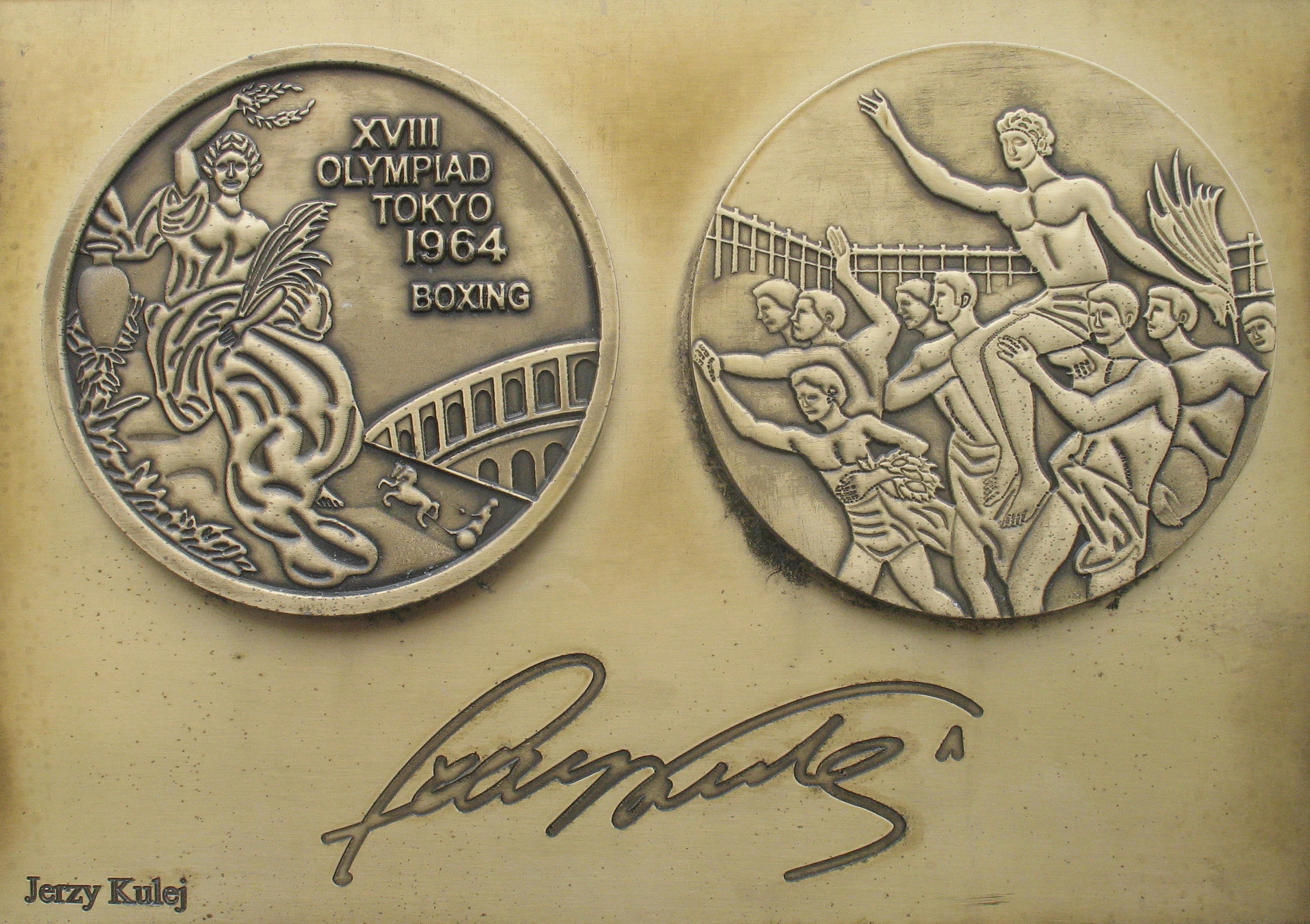
Médaille et autographe de Jerzy Kulej

Jerzy Kulej est un boxeur et député polonais né le 19 octobre 1940 à Częstochowa et mort le 13 juillet 2012.

## Biographie
Il a commencé sa carrière de boxeur à l'âge de 16 ans. Deux ans plus tard, il représente la Pologne dans divers combats internationaux.
Il a connu son premier succès aux championnats d'Europe de boxe amateur 1963 à Moscou en battant le tenant du titre Aloizs Tumiņš.
Il obtient sa première médaille d'or olympique aux Jeux olympiques d'été de 1964 à Tokyo puis remporte le titre de champion d'Europe en 1965 et 1967. L'année suivante, il conserve son titre olympique contre Enrique Regueiferos.
En marge de sa carrière de boxeur, Kulej a joué dans un film réalisé par Marek Piwowski en 1976. 
De 1975 à 1990, il appartenait au Parti ouvrier unifié polonais. Entre 2001 et 2005, il a été membre du parlement élu sur une liste de l'alliance de la gauche démocratique du district de Varsovie. En 2004, il a rejoint le parti social-démocrate de Pologne et s'est présenté aux élections parlementaires en 2005. 
Jerzy Kulej a également travaillé en tant que commentateur sportif pour la chaine télévisée "Polsat Sport".

## Palmarès

### Jeux olympiques
- Jeux olympiques d'été de 1964 à Tokyo (super légers)
- Jeux olympiques d'été de 1968 à Mexico (super légers)

### Championnats d'Europe de boxe
- Championnats d'Europe de boxe amateur 1963 à Moscou
- Championnats d'Europe de boxe amateur 1965 à Berlin-Est
- Championnats d'Europe de boxe amateur 1967 à Rome

### Championnats de Pologne de boxe
- Kulej a été 3 fois champion de Pologne (en 1965, 1967 et 1968)